# Shigella flexneri
Shigella flexneri là một loài vi khuẩn Gram âm thuộc chi Shigella có thể gây tiêu chảy ở người. Một số nhóm huyết thanh khác nhau của Shigella được mô tả; S. flexneri thuộc nhóm B. Nhiễm S. flexneri điều trị bằng kháng sinh, mặc dù một số chủng đã kháng thuốc. Các trường hợp ít nghiêm trọng không cần điều trị để tránh bị kháng thuốc trong tương lai.

## Phát hiện
Loài Shigella flexneri này được đặt tên theo bác sĩ người Mỹ Simon Flexner; tên chi được đặt theo tên của bác sĩ Nhật Bản Kiyoshi Shiga, người đã nghiên cứu nguyên nhân của bệnh kiết lỵ.

## Chu kỳ truyền nhiễm
S. flexneri chứa một plasmid độc lực mã hóa cho ba yếu tố độc lực: hệ thống bài tiết loại 3 (T3SS), protein kháng nguyên plasmid xâm lấn (protein ipa) và IcsA (được sử dụng để lây lan từ tế bào này đến tế bào khác).
Khi bị nhiễm bệnh, S. flexneri tiêm protein ipa vào tế bào chất của tế bào chủ bằng cách sử dụng T3SS, một thiết bị giống như kim và ống tiêm phổ biến đối với nhiều mầm bệnh gram âm. Các protein ipa này tạo ra "màng xù lông" bởi tế bào chủ. Màng xù lông tạo ra các túi màng, "bắt lấy" và thực bào con vi khuẩn. Khi vào bên trong, S. flexneri sử dụng sợi actin của tế bào chủ để di chuyển trực tiếp từ tế bào này sang tế bào khác bằng cơ chế tế bào được gọi là paracytophagy, giống vi khuẩn Listeria monocytogenes.
S. flexneri có thể ức chế phản ứng viêm cấp tính trong giai đoạn nhiễm trùng ban đầu  bằng cách sử dụng protein effector, OspI, được mã hóa bởi ORF169b trên plasmid lớn Shigella và được tiết ra bởi hệ thống bài tiết loại 3. Vi khuẩn làm giảm phản ứng viêm trong quá trình xâm nhập bằng cách ngăn chặn con đường truyền tín hiệu có yếu tố TRAF6 có liên quan đến TNF-a. OspI có hoạt tính glutamine deamidase và có thể khử glutamine một cách chọn lọc ở vị trí 100 trong mã UBC13 tạo thành glutamate, và điều này khiến hoạt động liên hợp ubiquitin cần thiết cho hoạt hóa TRAF6 bị đình trệ.

## sRNA
RNA nhỏ của vi khuẩn (sRNA) đóng vai trò quan trọng trong nhiều quá trình tế bào. Các sRNA như RnaG và RyhB đã được nghiên cứu kỹ ở S. flexneri. sRNA Ssr1 ở Shigella đóng vai trò trong việc chống lại tăng axit dạ dày và điều hòa độc lực.